# Piramidi mesoamericane

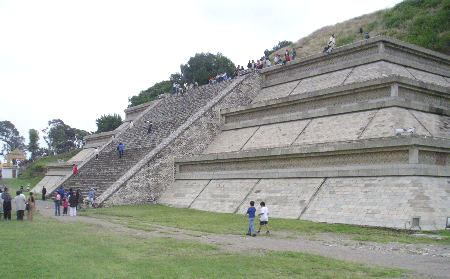
Piramide di Cholula

Le piramidi mesoamericane, note anche come Teocalli, sono un elemento importante dell'antica architettura mesoamericana. Queste strutture erano solitamente piramidi a gradoni con templi costruiti sulla sommità, molto più simili agli ziqqurat mesopotamici che alle piramidi egizie. La più grande regione mesoamericana contenente piramidi, la più grande del mondo, è quella di Cholula, nello Stato messicano di Puebla.

## Aztechi

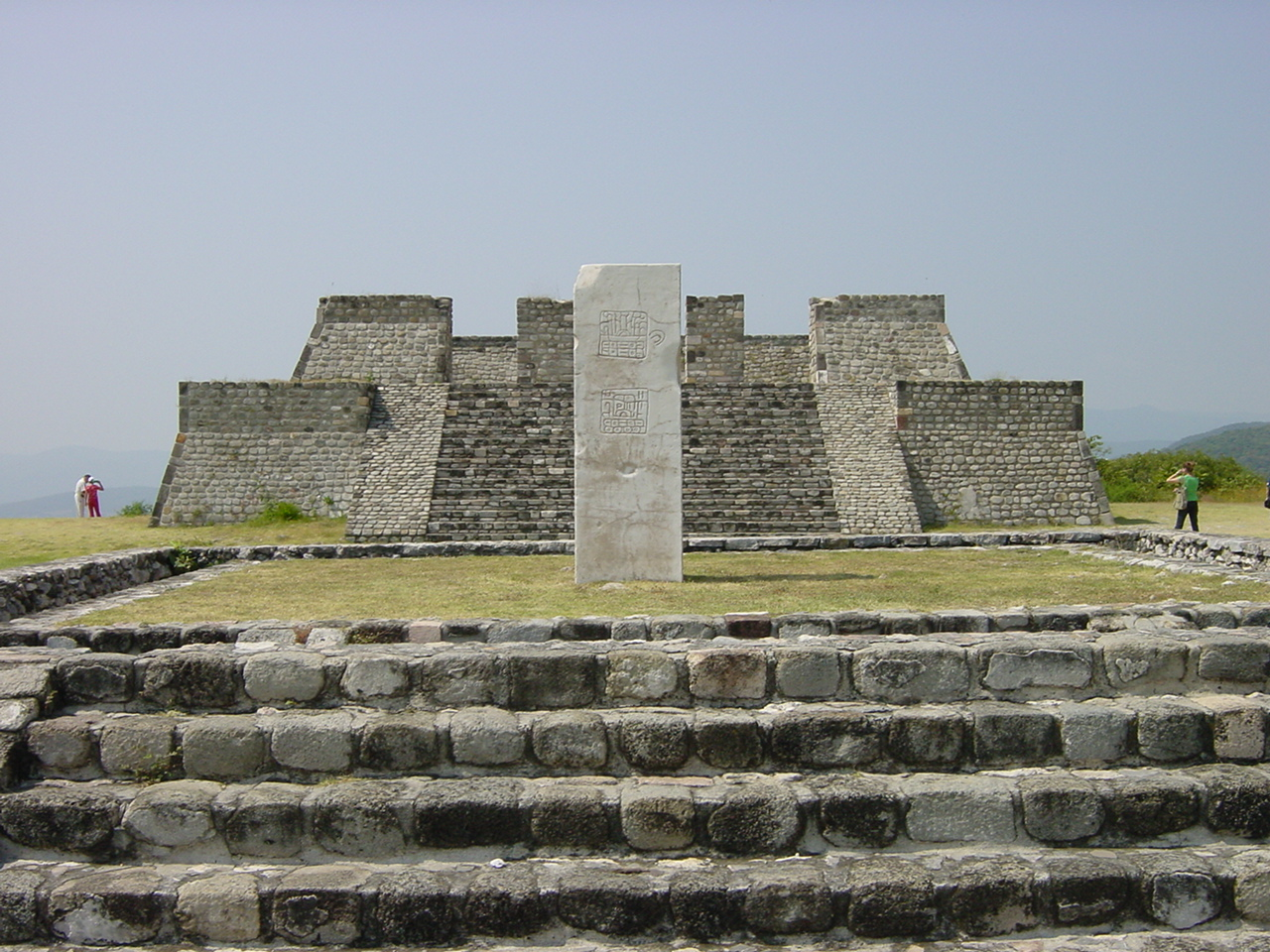
Xochicalco

Gli Aztechi, popolo con una ricca mitologia e un consistente retaggio culturale, dominarono il Messico centrale nel XIV, XV e XVI secolo. La loro capitale fu Tenochtitlán, sulle coste del lago di Texcoco, dove oggi sorge Città del Messico. Erano legati alle precedenti culture del bacino del Messico, quali Teotihuacan, il cui stile degli edifici fu adottato e adattato.
- Malinalco
- Templo Mayor

## Maya
I Maya sono un popolo del Messico meridionale e dell'America Centrale (Guatemala, Belize, Honduras occidentale ed estremo nord di El Salvador) con circa 3000 anni di storia. Le prove archeologiche mostrano come i Maya iniziarono a costruire architetture cerimoniali circa 3000 anni fa. I loro primi monumenti erano in realtà semplici tumuli, precursori delle spettacolari piramidi a gradoni del periodo Terminale Pre-Classico ed oltre. Queste piramidi si basano su pietre fittamente scolpite al fine di creare un progetto simile ad una scala. Molte di queste strutture hanno una piattaforma sulla sommità, sopra la quale si costruiva un edificio sacro, associato ad una particolare divinità Maya. Le piramidi maya furono erette anche per essere utilizzate come luogo di inumazione dei potenti re. Le piramidi maya hanno avuto diversi scopi e forme, e mostrano spesso differenze a seconda della posizione geografica.
- Altún Ha
- Calakmul
- El Caracol
- Comalcalco
- Copán
- Chichén Itzá
- El Mirador
  - Il tempio La Danta è il nome del più grande tempio maya. Raggiunge i 79 metri di altezza, con un volume di 2 800 000 metri cubi, ed è una delle piramidi più grandi al mondo.
  - El Tigre
  - Los Monos
- Lamanai
- Palenque: Tempio delle iscrizioni
- Tikal: Tikal
- Uxmal

## Taraschi
I Taraschi furono una civiltà precolombiana situata nell'odierno stato messicano di Michoacán.  La regione è oggi abitata dai moderni discendenti dei P'urhépechaa. L'architettura tarasca è famosa per le sue piramidi a gradoni a forma di "T", note come yácata.

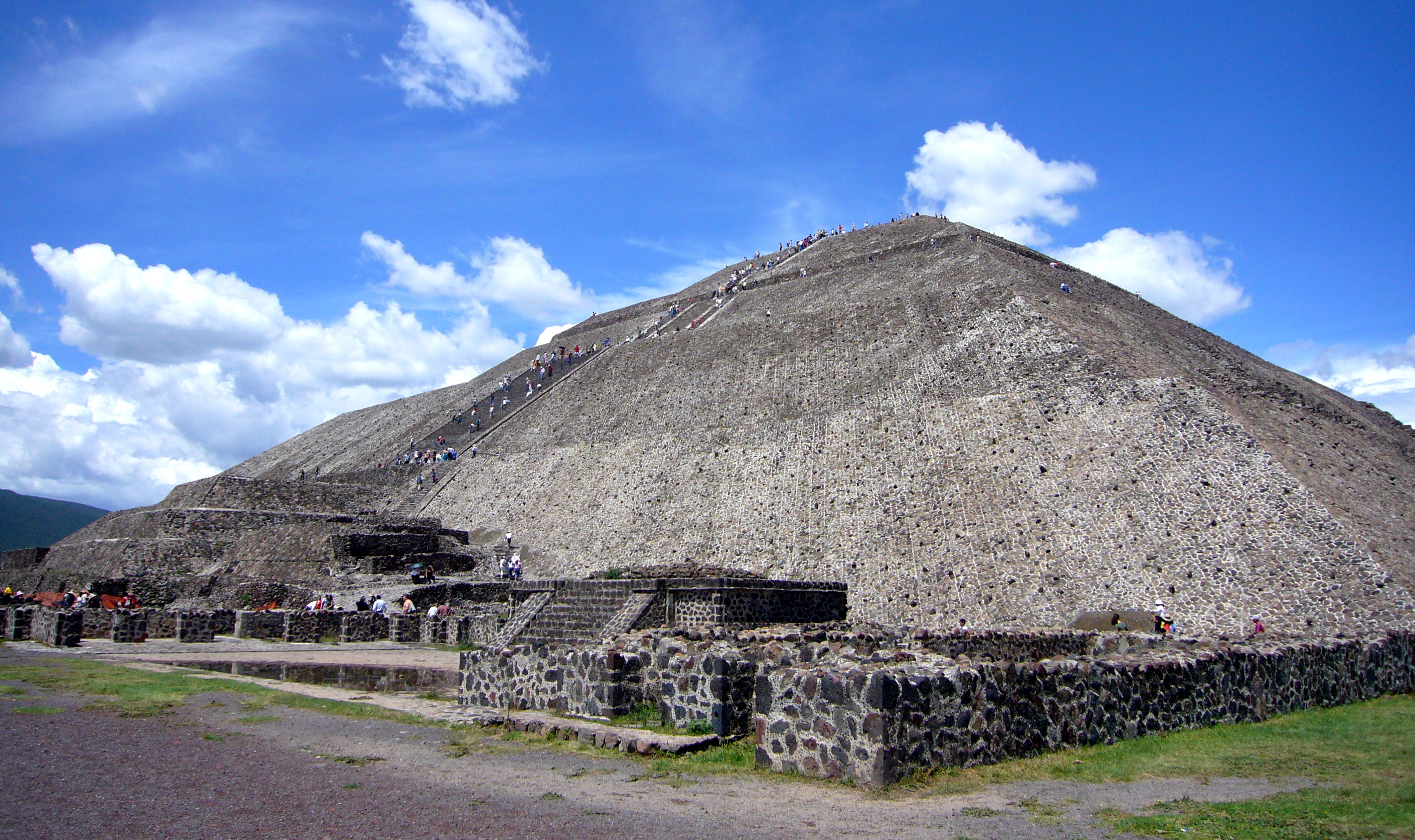
Piramide del Sole di Teotihuacan

- Tzintzuntzán

## Teotihuacan
La civiltà Teotihuacan, che fiorì tra il 300 a.C. ed il 500 d.C. circa, al suo culmine includeva buona parte della Mesoamerica. La civiltà Teotihuacana collassò attorno al 550 e fu seguita da numerose grandi Città-Stato quali Xochicalco (i cui abitanti erano probabilmente di etnia Matlatzinca), Cholula (i cui abitanti erano probabilmente Oto-Manguei), e più tardi il sito cerimoniale di Tula (che tradizionalmente si dice essere stato costruito dai Toltechi, ma che oggi si pensa fondato dagli Huaxtechi).
- El Castillo ed il tempio dell'Alto Sacerdot a Chichén Itzá
- Piramide del Sole, Piramide della Luna e Tempio del Serpente Piumato a Teotihuacan

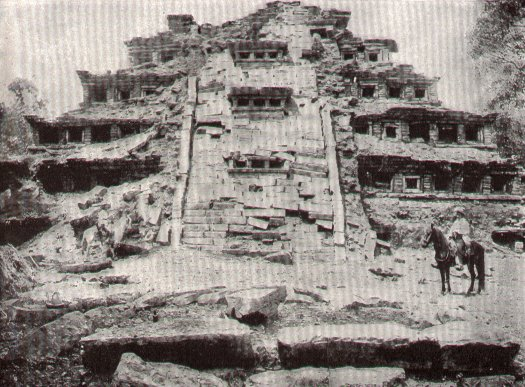
El Tajín

- Xochicalco
- Tula
- Talud-tablero

## Cultura classica di Veracruz
La più famosa piramide della Cultura classica di Veracruz, la piramide di Niches ad El Tajín, è più piccola di quelle dei vicini e dei successori, ma più lavorata. 
- El Tajín

## Zapotechi
Gli Zapotechi furono una delle prime civiltà mesoamericane, ed abitarono la regione della Valle di Oaxaca dall'inizio del I millennio a.C. fino al XIV secolo.
- Monte Albán
- Mitla

## Altri
I seguenti siti si trovano in Mesoamerica settentrionale, e sono stati costruiti da civiltà le cui affiliazioni etniche sono sconosciute.

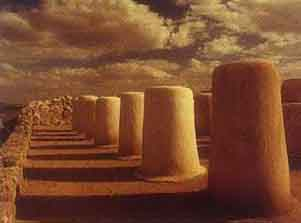
Chalchihuites

### Altavista
Questo centro astronomico e cerimoniale fu il prodotto della cultura Chalchihuite. La sua occupazione si sviluppò su un periodo di circa 800 anni (ca. 200-1000). Questa zona viene considerata un importante centro archeologico a causa delle sorprendenti funzioni degli edifici. Quelli situati all'esterno sono: la Plaza della Luna, la Piramide Votiva, la Scala di Gamio e Il Labirinto. All'interno del labirinto si possono apprezzare precisione ed accuratezza, soprattutto nei momenti di equinozio e sui cambi di stagione.

### La Quemada
Numerosi edifici furono costruiti su terrazze artificiali lungo i pendii di una collina. Tra i materiali usati vi furono lastre di pietra ed argilla. Le strutture più importanti sono: la Sala delle Colonne, il Campo di Gioco, la Piramide Votiva e il Palazzo e la Caserma. Sulla parte più alta della collina si trova la Fortezza, composta da una piccola piramide e da una piattaforma, accerchiata da un muro di oltre 800 metri di lunghezza e 2 metri di altezza. La Quemada fu occupata dall'800 al 1200. I loro fondatori ed occupanti non sono stati identificati con sicurezza, ma probabilmente appartenevano alla cultura Chalchihuites o alla vicina cultura Malpaso.

## Elenco
| Sito                             | Nome                               | Cultura                      | Base (m)    | Altezza (m)  | Periodo di costruz. (approx.) | Note | Immagine |
| -------------------------------- | ---------------------------------- | ---------------------------- | ----------- | ------------ | ----------------------------- | --- | -------- |
| Altún Ha, Belize                 |                                    | Maya                         |             | 16           | 200 - 900 d.C.                | |          |
| Caracol, Belize                  | Caana                              | Maya                         |             | 43           |                               | La più alta struttura create dall'uomo in Belize                                                                                             |          |
| Caracol, Belize                  | Tempio dell'architrave di legno    | Maya                         |             |              |                               | |          |
| Lamanai Belize                   | Tempio alto                        | Maya                         |             | 33           | 1800 a.C. - 200 d.C.          | |          |
| Lamanai, Belize                  | Tempio del giaguaro                | Maya                         |             | 20           | 1800 a.C. - 200 d.C.          | |          |
| Lubaantún, Belize                |                                    | Maya                         |             |              | 730 - 890 d.C.                | Le strutture di Lubaantun vennero edificate con grandi blocchi di pietra a secco.                                                            |          |
| Lubaantún, Belize                |                                    | Maya                         |             |              | 730 - 890 d.C.                | |          |
| Nim Li Punit, Belize             |                                    | Maya                         |             | tallest 12.2 | 400 - 800 d.C.                | Nim Li Punit ha molte piramidi a gradoni di piccole dimensioni.                                                                              |          |
| Xunantunich, Belize              | El Castillo (Belize)               | Maya                         |             | 40           | 600 - 900 d.C.                | |          |
| San Andrés, El Salvador          | Campana di San Andrés              | Maya                         |             |              | 600 - 900 d.C.                | Si tratta di un modello in scala della struttura 5. Nel sito ve ne sono molte altre.                                                         |          |
| Tazumal, El Salvador             |                                    | Maya                         |             |              | 250 - 900 d.C.                | |          |
| Aguateca, Guatemala              |                                    | Maya                         |             | 6            | 760 - 830 d.C.                | Questo Tempio-piramide era ancora incompiuto quando la città fu abbandonata                                                                  |          |
| Dos Pilas, Guatemala             | LD-49                              | Maya                         |             | 20           | dopo 629 d.C.                 | Lo scalone principale della piramide contiene almeno 18 glifi sui gradini.                                                                   |          |
| Dos Pilas, Guatemala             | El Duende (Guatemala)              | Maya                         |             |              | dopo 629 d.C.                 | Questa piramide venne edificata, allargando la sommità di una collina naturale, dando l'impressione di una struttura unica.                  |          |
| Kaminaljuyu, Guatemala           |                                    | Maya                         |             |              | 250 d.C.                      | Kaminaljuyu contiene circa 200 piattaforme e tumuli piramidali di cui almeno la metà costruiti prima del e 250 d.C.                          |          |
| El Mirador, Guatemala            | La Danta                           | Maya                         |             | 72           | 300 a.C. - 100 d.C.           | La piramide Danta ha un volume stimato di 2.800.000 metri cubi, per cui è una delle più grandi piramidi al mondo.                            |          |
| El Mirador, Guatemala            | El Tigre (Guatemala)               | Maya                         |             | 55           | 300 a.C. - 100 d.C.           | |          |
| Mixco Viejo Guatemala            |                                    | Maya                         |             |              | 1100 - 1500 d.C.              | |          |
| Tikal, Guatemala                 | Tempio 1 (Tikal)                   | Maya                         |             | 47           |                               | |          |
| Copán, Honduras                  |                                    | Maya                         |             |              |                               | |          |
| Bonampak, Messico                | Tempio delle pitture murali        | Maya                         |             |              | 580 - 800 d.C.                | |          |
| Calakmul, Messico                | Grande Piramide (Calakmul)         | Maya                         |             | 55           |                               | |          |
| Chichén Itzá, Messico            | El Castillo o piramide di Kukulkan | Maya                         | 55.3        | 30           |                               | |          |
| Cholula, Messico                 | Piramide di Cholula                | Xelhua                       | 450 sq.     | 66           | 300 a.C.- 800 d.C.            | La più grande piramide ed il più grande manufatto del Nuovo Mondo.                                                                           |          |
| Cobá, Messico                    | Piramide di Nohoch Mul             | Maya                         |             | 42           | 500 - 900 d.C.                | |          |
| Cobá, Messico                    | La Iglesia                         | Maya                         |             | 20           | 500 - 900 d.C.                | |          |
| Cobá, Messico                    | Tempio del crocevia                | Maya                         |             |              | 500 - 900 d.C.                | |          |
| Comalcalco, Messico              | Tempio 1                           | Maya                         |             | 20           | 600 a.C.- 900 d.C.            | |          |
| El Tajín, Messico                | Piramide delle nicchie             | Cultura classica di Veracruz |             | 18           |                               | |          |
| La Venta, Messico                | Grande Piramide (La Venta)         | Olmechi                      |             | 33           |                               | È una delle piramidi più antiche che si conoscano in Mesoamerica.                                                                            |          |
| Moral-Reforma, Messico           | Conjunto 14                        | Maya                         |             | 37           |                               | |          |
| Palenque, Messico                | Tempio della Croce                 | Maya                         |             |              |                               | |          |
| Palenque, Messico                | Tempio delle iscrizioni            | Maya                         |             |              |                               | |          |
| Santa Cecilia Acatitlan, Messico |                                    | Aztechi                      |             |              |                               | |          |
| Tenayuca, Messico                |                                    | Aztechi                      | 62 per 50   |              |                               | È l'esempio più antico della tipica doppia piramide Azteca.                                                                                  |          |
| Tenochtitlán, Messico            | Templo Mayor                       | Aztechi                      | 100 per 80  |              | 1390 - 1500 d.C.              | Tenochtitlán venne distrutta dagli spagnoli. La ricostruzione di questa ed altre piramidi sono basate su testi storici e resti archeologici. |          |
| Tenochtitlán, Messico            |                                    | Aztechi                      |             |              | 1325 - 1521 d.C.              | |          |
| Teotihuacan, Messico             | Piramide del Sole                  | Teotihuacano                 | 223.5       | 71.2         | 2 d.C..                       | |          |
| Teotihuacan, Messico             | Piramide della Luna                | Teotihuacano                 |             | 43           | 2 d.C.                        | |          |
| El Tepozteco, Messico            |                                    | Aztechi                      |             |              | 1502 d.C.                     | |          |
| Tula, Messico                    |                                    | Toltechi                     |             |              |                               | |          |
| Uxmal, Messico                   | Piramide dell'indovino             | Maya                         |             |              |                               | |          |
| Uxmal, Messico                   | Grande Piramide (Uxmal)            | Maya                         |             |              |                               | |          |
| Xochicalco, Messico              | Tempio del Serpente Piumato        |                              |             |              | 200 a.C.- 900 d.C.            | |          |
| Xochicalco, Messico              | Gran Piramide                      |                              |             |              | 200 a.C.- 900 d.C.            | |          |
| Xochitecatl, Messico             | Piramide dei fiori                 |                              | 100 per 140 |              | 1800 a.C. – 200 d.C.          | |          |
| Xochitecatl, Messico             | Edificio a spirale                 |                              |             |              | 700 a.C.                      | |          |
| Yaxchilán, Messico               |                                    | Maya                         |             |              | 600 - 900 d.C.                | |          |